# Bieńkowo
Bieńkowo este o arie protejată (sit de importanță comunitară — SCI) din Polonia întinsă pe o suprafață de 122,71 ha, integral pe uscat.

## Localizare
Centrul sitului Bieńkowo este situat la coordonatele 54°21′24″N 20°09′01″E / 54.3566°N 20.1503°E.

## Înființare
Situl Bieńkowo a fost declarat sit de importanță comunitară în septembrie 2006 pentru a proteja un număr necunoscut de specii din flora spontană și fauna sălbatică aflate în arealul zonei.

## Biodiversitate
Situată în ecoregiunea continentală, aria protejată conține 5 habitate naturale: Lacuri și iazuri distrofice naturale, Turbării active, Mlaștini turboase de tranziție și turbării mișcătoare, Mlaștini împădurite, Păduri aluvionare cu Alnus glutinosa și Fraxinus excelsior (Alno-Padion, Alnion incanae, Salicion albae).
La baza desemnării sitului se află un număr nedeclarat de specii protejate.